# Teatr rzymski w Orange
Teatr rzymski w Orange – starożytny teatr rzymski, znajdujący się w mieście Orange (starożytne Arausio) w departamencie Vaucluse w południowej Francji. Od 1862 roku posiada status monument historique, w kategorii classé (zabytek o znaczeniu krajowym). 
Budowla, wzniesiona za panowania Augusta, jest najlepiej zachowanym spośród teatrów rzymskich na świecie. Podzielona na trzy sektory półkolista widownia mogła pomieścić w starożytności do 11 tysięcy widzów. Zachowany w doskonałym stanie budynek skene ma 103 m długości i 36 m wysokości. Znajduje się w nim nisza z monumentalnym, wysokim na 3,55 m posągiem cesarza Augusta, który przetrwał starożytność i w 1950 roku został złożony z kawałków i przywrócony na swoje miejsce.
Współcześnie teatr wciąż pełni funkcję miejsca rozmaitych widowisk, z miejscami na 7000 osób.